# Amelia Earhart
Amelia Mary Earhart (Atchison, Kansas, 24 de julho de 1897 – desaparecida em 2 de julho de 1937) foi pioneira da aviação dos Estados Unidos, autora e defensora dos direitos das mulheres. Earhart foi a primeira mulher a receber a "The Distinguished Flying Cross", condecoração dada por ter sido a primeira mulher a voar sozinha sobre o Oceano Atlântico. Estabeleceu diversos outros recordes, escreveu livros sobre suas experiências de voo, e foi essencial na formação de organizações para mulheres que desejavam pilotar.
Amelia desapareceu no Oceano Pacífico, perto da Ilha Howland enquanto tentava realizar um voo ao redor do globo em 1937. Foi declarada morta no dia 5 de janeiro de 1939.

## Momentos de sua vida

### Infância
Amelia Mary Earhart, filha de Samuel “Edwin” Stanton Earhart (1868-1930) e Amelia Otis Earhart (1869-1962), nasceu em Atchison, Kansas, na casa de seu avô materno, Alfred Otis, um ex-juiz federal, presidente do Atchison Savings Bank e considerado um ilustre cidadão de Atchison. Alfred Otis não aprovou o casamento e nem achou satisfatória a atuação de Edwin como advogado.
Amelia recebeu o nome de acordo com os costumes da família, como o de suas duas avós (Amelia Josephine Harres e Mary Wells Patton). Desde a infância, Amelia, apelidada de “Meeley” (às vezes “Milie”) era a chefe enquanto sua irmã, dois anos mais nova que ela, Grace Muriel Earhart (1899-1998), apelidada de "Pidge", atuava como uma seguidora obediente. Ambas as meninas atendiam pelos seus apelidos de infância quando adultas. A sua educação foi pouco convencional, pois Amy Earhart não acreditava em maneiras de moldar crianças em ”crianças adoráveis”. Entretanto, sua avó materna desaprovava o uso de “Bloomers” (traje feminino: calça pelas canelas, saia por cima da calça, ambas folgadas, dando uma aparência de descuido ao se vestir) utilizados pelas filhas de Amy e, apesar de Amelia gostar da liberdade que estas proporcionavam, ela estava consciente de que as crianças da vizinhança não usavam esses trajes.

### Primeiras influências
Um espírito de aventura parecia ser parte das crianças da família Earhart que passavam os dias explorando a vizinhança procurando por coisas interessantes e excitantes. Quando criança, Amelia passava horas brincando com Pidge, escalando árvores, caçando ratos com seu rifle e descendo encostas com seu trenó. Mesmo que seus interesses pelas brincadeiras fortes e duras fossem comuns à idade, alguns biógrafos diziam que a jovem Amelia apresentava tendências masculinas. As meninas tinham "minhocas, borboletas, gafanhotos e uma rã arborícola" em uma coleção que ficava cada vez maior, recolhida em suas excursões. Em 1904 com a ajuda do tio, Earhart construiu com materiais caseiros uma rampa que simulava uma montanha-russa, que ela já tinha visto em St. Louis, que descia do telhado da cabana de ferramentas. O primeiro voo documentado de Amelia acabou dramaticamente. Ela saiu de dentro da caixa de madeira quebrada que serviu de trenó, bem animada, com um lábio sangrando e o vestido rasgado dizendo: “Oh, Pidge, é como se eu estivesse voando!”.
Embora havendo alguns percalços no caminho da sua carreira até aqui, em 1907 Edwin Earhart que trabalhava como encarregado na ferrovia de Rock Island, foi transferido para Des Moines, Iowa. No ano seguinte, aos 11 anos de idade, Amelia viu pela primeira vez algo parecido com um avião na Feira Estadual de Iowa em Des Moines. Seu pai incentivou a ela e sua irmã a voarem nele, porém uma olhada na velha sucata foi suficiente para Amelia perguntar se elas não poderiam voltar para o carrossel. Mais tarde ela descreveu o biplano como "uma coisa de fios oxidados e madeira, sem nenhum atrativo".

### Educação
Enquanto os seus pais se mudavam para uma pequena casa em Des Moines, Amelia e Muriel (ela nunca utilizou o nome Grace) ficaram com os seus avós em Atchison. Durante esse período, Amelia e a sua irmã foram educadas em casa pela sua mãe e uma governanta. Mais tarde ela conta que foi “uma leitora voraz” e gastou incontáveis horas na gigantesca biblioteca da família. Em 1909, quando finalmente a família se reuniu em Des Moines, as crianças Earhart entraram pela primeira vez numa escola pública, tendo Amelia entrado na sétima série aos 12 anos.

### Situação financeira da família
As finanças da família foram melhorando com a aquisição de uma nova casa e contratação de dois empregados, porém, logo tornou-se aparente que Edwin era alcoólatra. Cinco anos mais tarde (em 1914), foi forçado a se aposentar e apesar de tentar se reabilitar através de tratamentos, ele nunca conseguiu ser reincorporado ao seu trabalho na estrada de ferro de Rock Island. Nessa época, a avó materna de Amelia, Otis morreu repentinamente, deixando toda a sua fortuna para sua filha mas sob custódia, temendo que Edwin "bebesse" todo o dinheiro. A casa dos Otis e todo o seu conteúdo foi vendida; Amelia ficou muito triste e mais tarde descreveu que nesse momento terminava a sua infância.
Em 1915, após uma longa procura, o pai de Amelia se empregou como administrativo na estrada de ferro Great Northern em St.Paul, Minnesota. Amelia passou a frequentar a Central High School. Edwin foi transferido para Springfield, Missouri, em 1915, mas o encarregado atual reconsiderou sua aposentadoria e retomou seu emprego, deixando o velho Earhart sem saber para onde ir. Em face dessa mudança, Amy Earhart levou suas filhas para Chicago onde elas passaram a morar com amigos. Amelia colocou uma condição incomum na escolha da próxima educação dela; ela examinou as escolas secundárias próximas em Chicago para achar o melhor programa de ciências. Ela rejeitou a escola secundária mais próxima da casa dela pois reclamou que o laboratório de química era "igual a uma pia de cozinha". Amelia ingressou no Hyde Park High School porém passou um semestre sofrível, onde a legenda no seu anuário daquele ano capturou seu íntimo naquele tempo, "A.E. – a garota de marrom que anda sozinha".
Amelia se formou no Hyde Park High School em 1916. Durante toda a sua infância conturbada, Amelia continuou aspirando à sua futura carreira; manteve um álbum de recortes de jornal sobre mulheres de sucesso em carreiras predominantemente masculinas, como: direção e produção de filmes, advocacia, publicidade, gerência e engenharia mecânica. Começou a faculdade na Ogontz School em Rydal, Pennsylvania mas não terminou.
Durante as férias de Natal em 1917, visitou sua irmã em Toronto, Ontário. Amelia revoltava-se ao ver o retorno dos soldados feridos na Primeira Guerra Mundial e após receber treinamento como enfermeira na Cruz Vermelha, começou a trabalhar no Destacamento de Ajuda Voluntária no "Spadina Military Hospital" em Toronto, Ontário. Suas atribuições consistiam em preparar as refeições dos pacientes com dieta especial e retirar as medicações prescritas da farmácia do hospital.

### Pandemia de gripe espanhola em 1918
Quando a pandemia de Gripe Espanhola chegou a Toronto, Earhart estava ocupada com a dura tarefa de enfermeira, incluindo turnos noturnos no "Spadina Military Hospital". Contraiu gripe, pneumonia e sinusite. Teve complicações e foi hospitalizada no início de Novembro de 1918 com pneumonia, tendo alta em Dezembro de 1918, permaneceu doente por aproximadamente dois meses. Os sintomas da sua sinusite eram dor e pressão em torno dos olhos e secreção no nariz e garganta. No hospital, na era pré-antibióticos Amelia foi sujeita a várias pequenas cirurgias dolorosas, para limpeza do seio maxilar afectado, porém os procedimentos não tiveram sucesso e Earhart passou a sofrer ataques de dores de cabeça cada vez piores. Sua convalescência durou quase um ano que passou descansando na casa de sua irmã em Northampton, Massachusetts. Ela passava o tempo lendo poesia, tocando banjo e estudando mecânica. Posteriormente, a sinusite crônica afetaria significativamente os voos e atividades na vida de Earhart. Em algumas ocasiões no campo de pouso, ela utilizava uma bandagem ao redor da boca que segurava um pequeno tubo de drenagem.

### Primeiras experiências de voo
Aproximadamente por essa época, Earhart visitou, com uma jovem amiga, uma feira aérea que acontecia conjuntamente com a Exposição Nacional do Canadá em Toronto. Um dos destaques do dia foi a exibição aérea de um "ás" da Primeira Guerra Mundial. O piloto avistou do ar Earhart e a amiga, que estavam observando de uma clareira isolada abaixo dele, e mergulhou na direção delas. "Estou certa que ele disse para si mesmo, "Vejam como as faço correr" ela disse mais tarde. Earhart sentiu-se varrida por uma mistura de excitação e medo. Quando a aeronave se aproximou, algo dentro dela despertou. "Eu não entendia até aquele momento, mas acredito que aquele pequeno avião vermelho me disse algo quando se aproximou", diria Amelia mais tarde.
Em 1919 Earhart preparou-se para entrar no Smith College mas mudou de ideia e foi para a Columbia University inscrevendo-se num curso de medicina entre outras matérias. Desistiu um ano depois reunindo-se posteriormente com sua família na Califórnia.

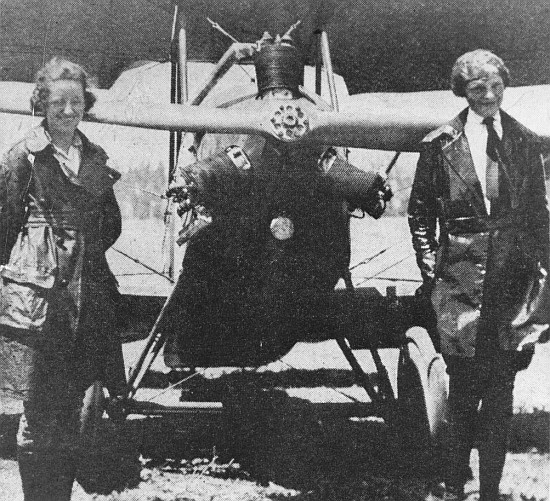
Esquerda para direita: Neta Snook e Amelia Earhart em frente da Kinner Airster de Earhart, c.1921.

Em Long Beach, em 28 de Dezembro de 1920, ela e seu pai visitaram um campo de pouso onde Frank Hawks (que mais tarde tornou-se um famoso piloto) proporcionou-lhe uma viagem que mudaria a vida de Amelia para sempre. "No momento em que estava a duzentos ou trezentos pés acima do chão, eu descobri que precisava voar". Após o voo de dez minutos, ela imediatamente procurou aprender a voar. Trabalhando em vários empregos, como fotógrafa, motorista de caminhão e estenógrafa na companhia telefônica da cidade, conseguiu juntar US$ 1 000 para as lições de voo. Earhart começou seu aprendizado em 3 de janeiro de 1921, em Kinner Field próximo a Long Beach, mas para chegar até à base aérea, Amelia pegava um ônibus até o ponto final e ainda andava cerca de 6,5 km. Sua professora foi Anita "Neta" Snook, uma das mulheres pioneiras da aviação e que usava um pesado Curtiss JN-4 canadense para treinamento. Amelia aproximou-se de Neta com seu pai e lhe perguntou, "Quero voar, você me ensina?".
A dedicação de Amelia ao voo lhe exigiu que aceitasse o trabalho frequentemente duro e as condições rudimentares que acompanharam o começo do treinamento de aviação. Ela escolheu uma jaqueta de couro mas sabendo que os outros aviadores iriam julgá-la, dormiu na jaqueta durante três noites para dar ao objeto um aspecto mais "usado". Para completar a transformação de sua imagem, ela também cortou o seu cabelo no estilo de outras aviadoras. Seis meses depois, Amelia comprou "O Canário", um biplano Kinner amarelo brilhante de segunda-mão. Em 22 de outubro de 1922, Earhart voou a uma altitude de 14 000 pés, batendo um recorde mundial para aviadoras. Em 15 de maio de 1923, Earhart torna-se a 16.ª mulher a conseguir uma licença de voo da Fédération Aéronautique Internationale (FAI).

## Carreira na aviação e casamento

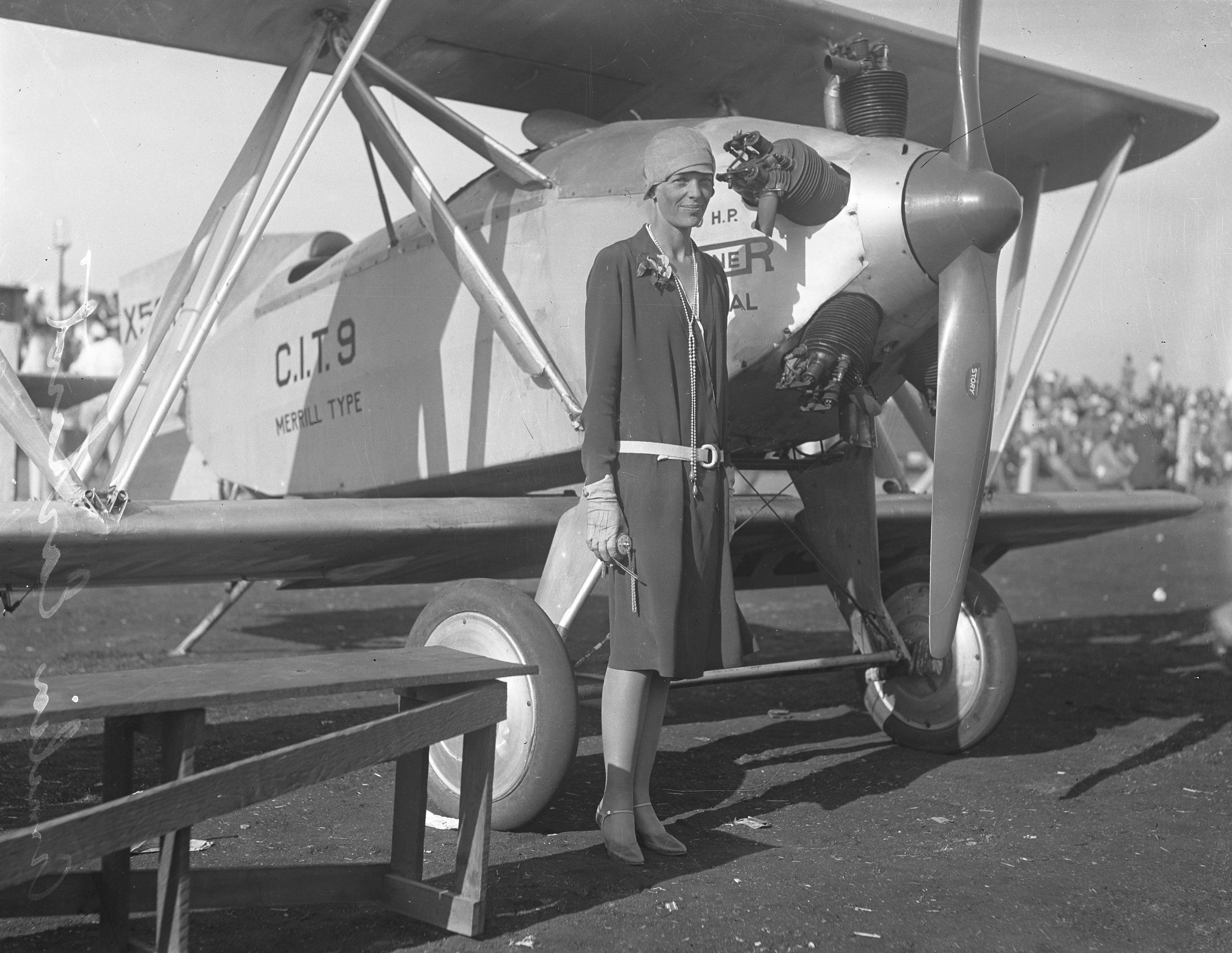
Amelia Earhart, Los Angeles, 1928
X5665 – 1926 "CIT-9 Safety Plane" – California Institute of Technology (CalTech) Aerospace modelo 9 Merrill - biplano projetado por Albert Adams Merrill (Instrutor em Aeronáutica); 45hp Kinner engenharia; wingspan: 24'0".

### Boston
De acordo com o Boston Globe, ela foi "uma das melhores aviadoras dos Estados Unidos", apesar dessa posição ser questionada por vários pilotos e experts em aviação durante essas décadas. Amelia era competente e inteligente mas não uma brilhante aviadora, e suas atitudes eram considerados inadequadas por alguns deles. Um erro de cálculo severo ocorreu durante a quebra do recorde. Amelia girou por um banco de nuvens e somente conseguiu arremeter próximo dos 3 000 pés. Pilotos experientes alertaram, "E se as nuvens estivessem espessas até tocar o solo?". Amelia sabia de suas limitações como piloto e procurou a ajuda de vários instrutores durante a sua carreira. Em 1927, "Sem nenhum acidente sério, ela acumulou quase 500 horas de voo solo - uma marca considerável".
Durante esse período, a herança de sua avó, que agora era administrada por sua mãe, foi aos poucos diminuindo, extinguindo-se por ocasião de um investimento desastroso numa mina de gipsita. Consequentemente, sem nenhuma possibilidade de conseguir recuperar seu investimento na aviação, Earhart vendeu o "Canário" e comprou um automóvel "Speedster" para dois passageiros que ela batizou de "Yellow Peril" (Perigo Amarelo). Simultaneamente, seu problema de sinusite retornou dolorosamente e no início de 1924, ela foi hospitalizada para outra cirurgia, que novamente não deu certo. Após ter se arriscado em algumas aventuras, incluindo uma campanha fotográfica, Amelia buscou outro direcionamento. Após o divórcio de seus pais em 1924, viajou com sua mãe através do continente americano, partindo da Califórnia até Calgary, Alberta. Durante essa excursão, Amelia se submeteu a outra cirurgia em Boston, Massachusetts que foi mais bem sucedida. Após sua recuperação, retornou aos estudos na Columbia University mas foi forçada a abandonar seus estudos e quaisquer planos futuros para ingressar no MIT pois sua mãe não detinha os recursos suficientes para suprir suas despesas. Logo após, conseguiu emprego como professora e depois como assistente social em 1925 no "Denison House", morando em Medford.
Earhart manteve seu interesse na aviação, tornou-se membro da "American Aeronautical Society de Boston, sendo eleita vice-presidente posteriormente. Investiu uma pequena soma no aeroporto Dennison, atuando depois como representante de vendas dos aeroplanos Kinner em Boston. Escreveu para o jornal local promovendo a aviação, e iniciando o projeto de uma organização para pilotos femininos.

### Voo transatlântico de 1928
Após o voo solo de Charles Lindbergh através do Atlântico em 1927, Amy Phipps Guest, uma socialite americana (1873-1959), expressou interesse em se tornar a primeira mulher a cruzar o Oceano Atlântico. Porém, ao perceber que a viagem seria muito perigosa, ela se ofereceu para patrocinar o projeto, buscando "uma outra garota com a mesma fibra". Durante uma tarde de trabalho em abril de 1928, Earhart recebeu um telefonema do publicitário Hilton H. Railey, que perguntou, "Você gostaria de voar sobre o Atlântico?".
Os coordenadores do projeto (inclusive o escritor e publicitário George P. Putnam) entrevistaram Amelia e informaram-na que ela teria a companhia do piloto Wilmer Stultz e do co-piloto/mecânico Louis Gordon no voo, tornando-a uma mera passageira, mas mantendo o registro de voo. A equipe partiu de Trepassey Harbor, Terra Nova, em um Fokker F.VIIb/3m em 17 de junho de 1928, aterrissando em Burry Port (próximo de Llanelli), País de Gales, Reino Unido, exatamente 20 horas e 40 minutos depois. Como a maior parte do voo foi por instrumentos e Amelia não tinha treinamento para esse tipo de voo, ela não pilotou a aeronave. Na entrevista após a aterrissagem, ela disse, "Stultz fez tudo o que foi necessário. Eu fui somente bagagem, como um saco de batatas". E acrescentou, "talvez um dia eu tente fazê-lo sozinha".
Enquanto estava na Inglaterra, Earhart voou no Avro Avian 594 Avian III, SN: R3/AV/101 pertencente a Lady Mary Heath. Ela comprou o avião, mas foi devolvido dos Estados Unidos onde foi marcado “marca de aeronave não permitida” 7083.
Quando a tripulação (Stultz, Gordon e Earhart) retornou para os Estados Unidos, foi recebida por uma parada pública em Nova Iorque e depois recepcionada pelo Presidente dos Estados Unidos Calvin Coolidge na Casa Branca.

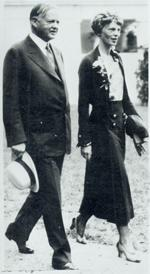
Earhart caminhando com o Presidente Herbert Hoover nos jardins da Casa Branca em 2 de janeiro de 1932.

### Celebridade
Referindo-se a sua semelhança física com Lindbergh, a quem a imprensa chamava de "Lucky Lindy," alguns jornais e revistas passaram a se referir a Amelia como "Lady Lindy". A "United Press" foi mais longe e para eles, Earhart reinava como a "Rainha dos Ares". Logo após a sua volta aos Estados Unidos, Amelia empreendeu uma exaustiva excursão de conferências (1928-1929), e enquanto isso, Putnam empreendeu uma pesada campanha para promovê-la, incluindo a publicação de um livro da autoria dela, uma série de palestras e o uso de sua imagem em produtos de massa, como: bagagens, cigarros "Lucky Strike" (trouxe problemas para a sua imagem com as lojas McCall, que retiraram seu patrocínio) e roupas femininas e esportivas. Do dinheiro que ela ganhou com a "Lucky Strike", 1 500 dólares foram doados à então iminente expedição ao Pólo Sul do comandante Richard Byrd.
Amelia não somente promovia os produtos, como se tornou ativamente envolvida nas campanhas, principalmente as de moda feminina. Por anos ela costurou sua própria roupa, e agora a sua linha de roupas "para quem tem uma vida ativa" era vendida em 50 lojas como a Macy's, em áreas metropolitanas: surgia uma nova imagem de Earhart. O conceito "A.E". (o apelido carinhoso como seus parentes e amigos a chamavam) consistia em linhas simples e naturais e que não amarrotavam, incorporando materiais laváveis, práticos mas sem perder a feminilidade. Sua linha de bagagens ("Nova Bagagem Earhart") também detinha uma linha inconfundível. Assegurava-se que a produção deveria estar compatível com a demanda dos voos e até hoje é produzida. Uma grande quantidade de itens promocionais estampavam a imagem de Earhart e do mesmo modo, equivalentes modernos ainda continuam a ser produzidos até hoje. A campanha de marketing produzida por G.P. Putnam foi bem-sucedida ao criar afinidade entre a imagem de Earhart e o público.

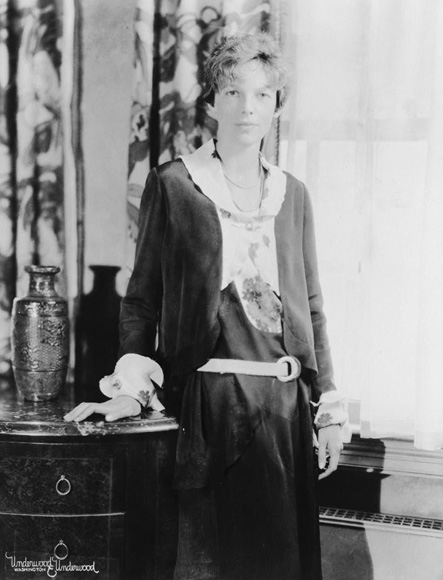
Foto de Amelia Earhart, c. 1932. Putnam instruiu Earhart a disfarçar a má-formação dentária, mantendo sua boca fechada em fotografias formais.

### Promovendo a aviação
A condição de celebridade ajudou Amelia a financiar seu voo. Ao aceitar o cargo de editora associada da revista "Cosmopolitan", vislumbrou a oportunidade de angariar a aceitação pública para a aviação, promovendo especialmente a entrada das mulheres nesse campo. Em 1929, Earhart esteve entre os primeiros pilotos a promover voos através do serviço de linhas aéreas comerciais; como Charles Lindbergh, ela representou a Transcontinental Air Transport (TAT, mais tarde TWA), e investiu tempo e dinheiro criando o primeiro serviço regional de viagens entre Nova Iorque e Washington, DC. Foi vice-presidente da National Airways, conduzindo operações aéreas da Boston-Maine Airways e várias outras linhas aéreas no nordeste dos Estados Unidos. Em 1940 surge a Northeast Airlines.

### Competição aérea
Embora se tenha tornado famosa com seu voo transatlântico, Earhart queria ter um recorde "exemplar" somente seu. Logo após o retorno da pilotagem do Avian "7 083", ela se lançou no primeiro voo solo longo que ocorreu quando seu nome começava a estar em destaque nacionalmente. Efetuando a viagem em agosto de 1928, Earhart se tornou a primeira mulher a efetuar um voo solo de ida e volta através do continente norte-americano. Gradualmente seu nível de pilotagem e profissionalismo foi amadurecendo, como reconheceram os pilotos profissionais experientes que voaram com ela. O general Leigh Wade voou com Earhart em 1929: "Ela nasceu para pilotar, com um toque delicado no manche".
Subsequentemente, ela fez sua primeira incursão numa competição de corrida aérea em 1929 durante o primeiro "Santa Monica-to-Cleveland Women's Air Derby" (apelidado de "Powder Puff Derby" por Will Rogers), chegando em terceiro lugar. Em 1930, Earhart se tornou uma oficial da "National Aeronautic Association" onde trabalhou ativamente para estabelecer a separação dos recordes femininos e foi "instrumental" na aceitação de um padrão internacional semelhante pela Fédération Aéronautique Internationale (FAI). Em 1931, pilotando um Pitcairn PCA-2 autogiro, quebrou o recorde mundial de altitude de 18 415 pés (5 613 m) em um equipamento emprestado pela empresa. Para o leitor atual, pode parecer que  Earhart apenas efetuava voos de "exibição", mas ela foi, em conjunto com outras aviadoras, crucial para convencer os americanos que "a aviação não era somente para loucos e super-homens".
Durante este período, Earhart se envolveu com as "The Ninety-Nines", uma organização de mulheres-piloto que davam apoio moral e suportavam a causa das mulheres na aviação. Ela havia convocado uma reunião em 1929 após a "Women's Air Derby". Ela sugeriu o nome baseada no número de membros constituintes; tornou-se a primeira presidente da organização em 1930. Amelia advogou vigorosamente pelas mulheres-piloto e quando em 1934 a corrida "Bendix Trophy" baniu as mulheres, ela recusou-se a voar com a atriz Mary Pickford para Cleveland para abertura da corrida.

### Casamento
Por um tempo esteve noiva de Samuel Chapman, um engenheiro químico de Boston, rompendo o noivado em 23 de novembro de 1928. Nesse meio tempo, Earhart e Putnam tornaram-se bastante íntimos, ao passarem longos períodos juntos. George Putnam, conhecido como GP, divorciou-se em 1929 e propôs-se a Amelia seis vezes até que ela aceitasse sua proposta. Após muita hesitação da parte de Earhart, casaram-se em 7 de fevereiro de 1931, na casa da mãe de Putnam em Noank, Connecticut. Earhart se refere ao seu casamento como uma "associação" com "controlo duplo". Numa carta escrita para Putnam e entregue a ele em mãos no dia do casamento, ela escreveu, "Eu quero que você entenda que não o prenderei a nenhum código medieval de fidelidade a mim e que tão pouco me considerarei presa a si desse modo".
As ideias de Amelia sobre o casamento eram liberais para aquele tempo, pois acreditava em responsabilidades iguais de ambas as partes e manteve seu próprio nome ao invés de ser chamada de Sra. Putnam. Quando o "The New York Times", pelas regras de seu livro de estilo, insistiu em referir-se a ela como Sra. Putnam, Amelia riu. GP também logo aprendeu que deveria ser chamado de "Sr. Earhart". Não houve lua-de-mel para os recém-casados pois Amelia estava envolvida em uma travessia de nove dias a fim de promover os autogiros, e o promotor da excursão, "Beechnut Gum". Apesar de Earhart e Putnam não terem filhos, ele tinha dois filhos de seu casamento anterior com Dorothy Binney (1888-1982), herdeira da companhia química Binney & Smith, inventores dos craions (lápis de cera) Crayola: o explorador e escritor David Binney Putnam (1913-1992) e George Palmer Putnam, Jr. (1921-2013). Amelia tinha afeição especial por David que frequentemente visitava seu pai em sua nova residência em Rye, Nova Iorque. George havia contraído poliomielite pouco depois da separação dos pais e não podia visitá-los com tanta frequência.
Alguns anos mais tarde, ocorreu um incêndio na casa de Putnam em Rye e, antes que fosse contido, destruiu tesouros de família, incluindo muitas das recordações de Earhart. Após o incidente, GP e AE decidiram mudar-se para a costa oeste, pois Putnam já havia vendido a sua posição na empresa de publicidade ao seu primo Palmer, instalando-se em North Hollywood, o que aproximou GP da Paramount Pictures e da sua nova posição como chefe de edição dessa companhia de filmes.

### "Voo solo" transatlântico de 1932

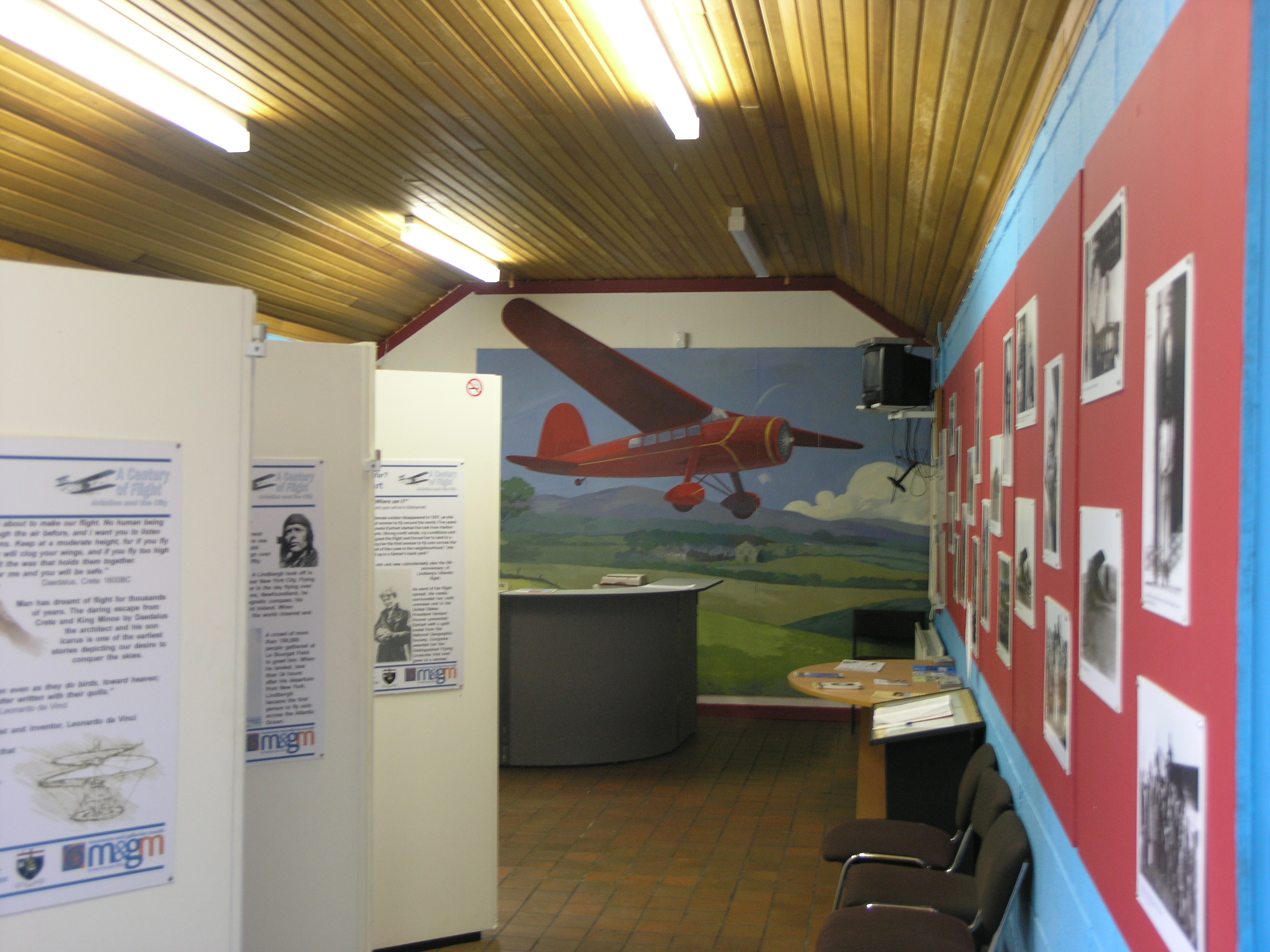
Museu Amelia Earhart, Derry

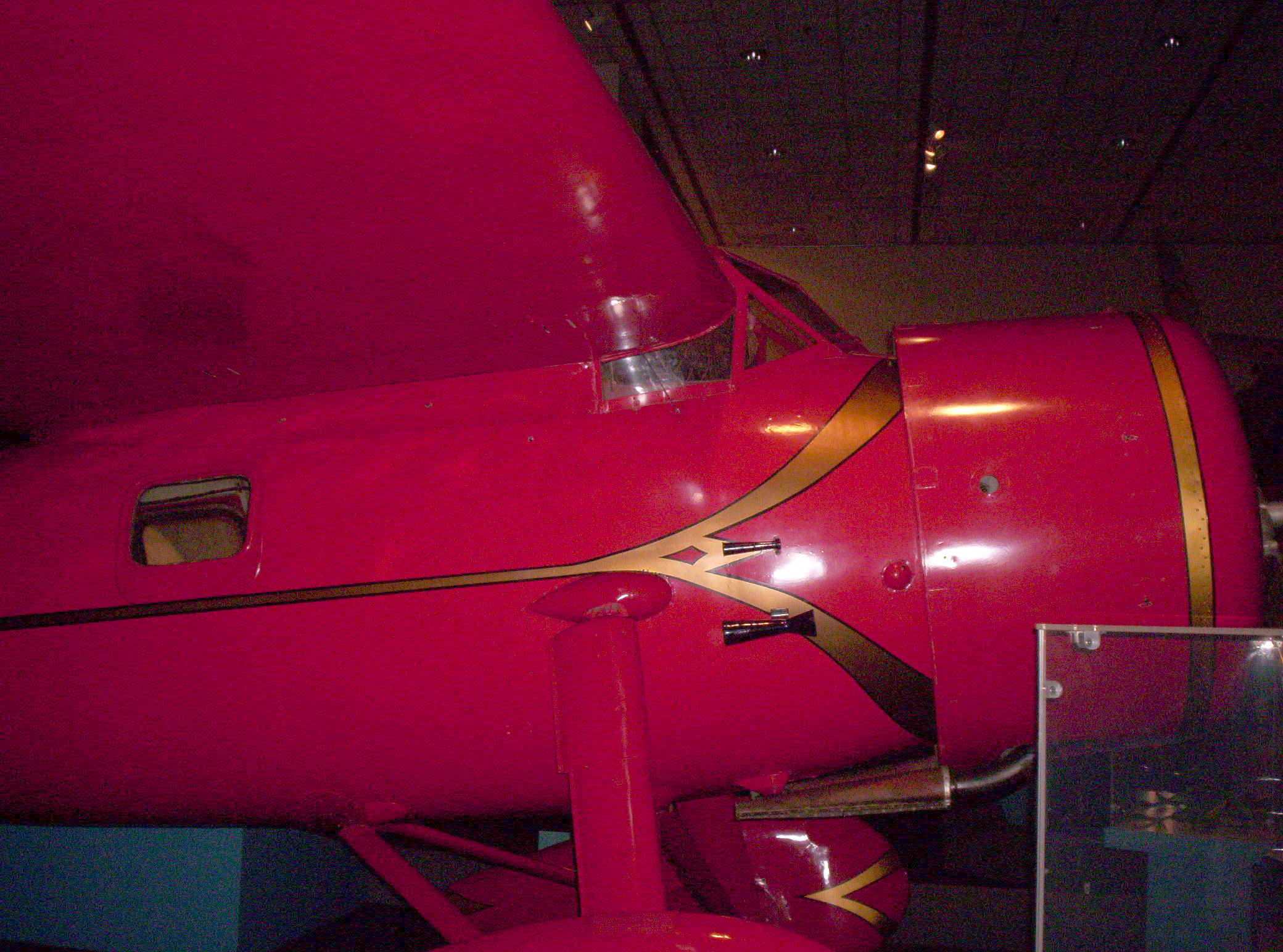
Lockheed Vega 5b utilizado por Amelia Earhart e exposto no National Air and Space Museum

Aos 34 anos, na manhã de 20 de maio de 1932, Earhart partiu de Harbour Grace, Terra Nova, com a cópia mais recente do jornal local (a cópia do jornal tinha a intenção de confirmar a data do voo). Ela pretendia voar para Paris no seu Lockheed Vega 5b replicando o voo solo de Charles Lindbergh. Seu conselheiro técnico de voo foi o famoso aviador Bernt Balchen que ajudou a preparar sua aeronave. Desempenhou também o papel de "isco" para a imprensa pois encontrava-se a preparar o Vega de Earhart para o seu próprio voo ao Ártico. Após um voo de 14 horas e 56 minutos durante o qual ela enfrentou fortes ventos do norte, gelo e problemas mecânicos, Earhart pousou num pasto em Culmore, norte de Derry, Irlanda do Norte. Quando o fazendeiro lhe perguntou, "Você veio voando de longe?" Amelia respondeu, "Da América"". O local é agora sede de um pequeno museu, o "Amelia Earhart Centre".
Como a primeira mulher a efetuar um voo solo sem escalas através do Atlântico, Earhart recebeu a "Distinguished Flying Cross" do Congresso dos Estados Unidos, a "Cruz de Cavaleiro" da Legião de Honra do governo francês e a "Medalha de Ouro" da National Geographic Society das mãos do presidente Herbert Hoover. Com o crescimento da fama, tornou-se amiga de várias personalidades com cargos públicos importantes, como Eleanor Roosevelt, a "Primeira Dama". Roosevelt compartilhava de muitos interesses e paixões mútuas com Earhart, especialmente as causas das mulheres. Depois de voar com Earhart, Roosevelt obteve uma permissão de estudante, mas não prosseguiu com seus planos de aprender a voar. As duas amigas mantiveram contato frequente por toda a vida. Outra famosa aviadora, Jacqueline Cochran, que o público considerava a maior rival de Amelia, também se tornou sua amiga íntima durante esse período.

### Outros voos solo
Em 11 de janeiro de 1935, Earhart tornou-se a primeira pessoa a efetuar um voo solo de Honolulu, Hawaii a Oakland, Califórnia. Embora esse voo tenha sido tentado pelos desafortunados participantes da "Dole Air Race" de 1927, que fizeram a rota invertida, seu voo pioneiro foi o único direto, sem problemas mecânicos. Nas horas finais, ela relaxou escutando a "transmissão da "Metropolitan Opera" de Nova Iorque".
Nesse mesmo ano, novamente voando seu fiel Vega que ela chamou "velha Bessie, o cavalo de fogo", Earhart voou sozinha de Los Angeles à Cidade do México em 19 de abril. O próximo recorde atingido foi um voo sem escalas da Cidade do México para Nova Iorque. Ela partiu em 8 de maio, em um voo que foi calmo durante todo o trajeto, somente na chegada houve uma preocupação maior, pois uma multidão a aguardava, e ela teve que ter cuidado para não aterrissar em cima dela.
Earhart novamente participou de corridas aéreas de longa distância, chegando em quinto lugar, em 1935 na Bendix Trophy Race, o melhor resultado que ela conseguiu alcançar, considerando que que seu Lockheed Vega alcançava no máximo 195 mph (314 km/h), bem abaixo dos outros competidores que poderiam chegar a mais de 300 mph (480 km/h). A corrida foi particularmente difícil para alguns competidores, como Cecil Allen, que morreu num incêndio durante a decolagem e sua rival Jacqueline Cochran que foi forçada a desistir por problemas mecânicos, além do denso nevoeiro e trovoadas que acompanharam toda a corrida.
Entre 1930 e 1935, Amelia bateu sete recordes de velocidade e distância para mulheres em várias aeronaves: Kinner Airster, Lockheed Vega e Pitcairn Autogiro. Em 1935, reconhecendo as limitações de seu "amado Vega vermelho" em longos voos transoceânicos, Amelia pensou, em suas próprias palavras, um novo "prêmio: um voo que eu gostaria muito de tentar – a circum-navegação do globo o mais próximo da sua linha de cintura que pudesse". Para esta nova aventura, ela precisaria de uma nova aeronave.

## Voo mundial de 1937

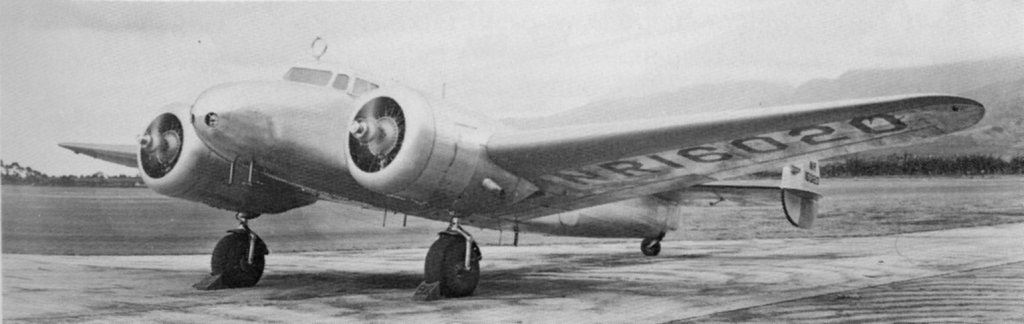
Lockheed L-10E Electra de Amelia Earhart. A aeronave foi modificada, tendo a maioria das janelas da cabine escurecidas e tanques de combustível foram adaptados à fuselagem.

### Planejamento
Earhart juntou-se ao corpo docente da Purdue University em 1935 como membro visitante, aconselhando mulheres sobre carreiras e como conselheira técnica do Departamento de Aeronáutica. Em julho de 1936, recebeu um Lockheed 10E Electra financiado por Purdue e iniciou seu projeto de voo ao redor do mundo. Não sendo o primeiro voo a circular o globo, seria o mais longo com 47 000 km de percurso, seguindo uma rota equatorial. Embora o Electra tenha sido apresentado como um “laboratório voador”, muito pouca ciência foi utilizada e o voo parece ter sido planejado à volta da intenção de Earhart em circumnavegar o globo de modo enquanto angariava material e publicidade para o seu novo livro. Sua primeira escolha para navegador foi o capitão Harry Manning que tinha sido capitão do President Roosevelt, navio que trouxe Amelia de volta da Europa em 1928.
Através de contatos da comunidade de aviação de Los Angeles, Fred Noonan foi escolhido como segundo navegador de voo. Havia vários fatores adicionais significativos que tinham de ser levados em conta durante a navegação celestial em aviões. Noonan havia deixado recentemente a Pan Am onde havia sido o responsável pela elaboração da maioria das rotas dos hidroaviões através do Pacífico. Foi também responsável pelo treinamento dos navegadores da rota entre São Francisco e Manila. O plano original era Noonan navegar do Hawaii à Ilha Howland, uma das partes mais difíceis do trajeto; daí Manning continuaria com Earhart até à Austrália e ela continuaria sozinha o restante do trajeto.

### Primeira tentativa
No Dia de São Patrício, 17 de março de 1937, eles efetuaram a primeira parte do voo de Oakland, Califórnia até Honolulu, Hawai. Juntamente com Earhart e Noonan, Harry Manning e Paul Mantz (que atuava como conselheiro técnico de Earhart) estavam a bordo. Por causa de problemas de lubrificação e com os propulsores, a aeronave necessitou de manutenção no Hawaii. O Electra acabou ficando na base naval de Luke Field em Ford Island em Pearl Harbor. O voo foi retomado três dias depois de Luke Field com Earhart, Noonan e Manning a bordo, e durante a decolagem, Earhart rodopiou. As circunstâncias para o ocorrido permanecem controversas. Algumas testemunhas que estavam em Luke Field inclusive os jornalistas da Associação de Imprensa, disseram que viram um pneu explodir. Earhart achou que o pneu direito pode ter explodido e/ou o trem de pouso direito quebrou. Algumas fontes, como Mantz, acham que houve falha do piloto.
Como o avião ficou seriamente danificado, o voo foi cancelado e ele foi enviado por mar para a fábrica da Lockheed em Burbank, Califórnia para reparos.

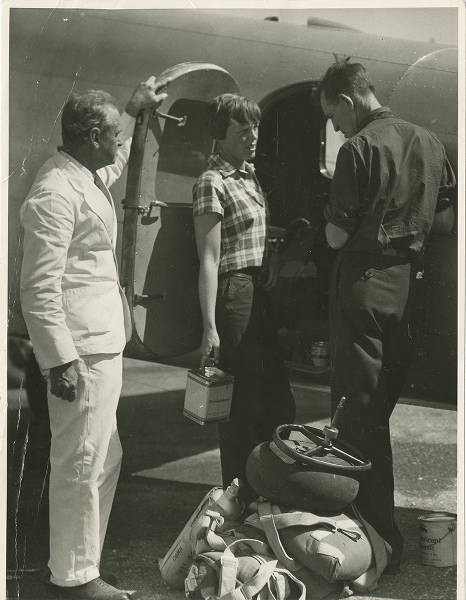
Earhart e Noonan ao lado do Lockheed L10 Electra em Darwin, Austrália, 28 de junho de 1937.

### Segunda tentativa
Enquanto o Electra estava sendo reparado, Earhart e Putnam conseguiram fundos adicionais e se prepararam para uma segunda tentativa. Agora voando de oeste para leste, a segunda tentativa começaria com um voo sem publicidade de Oakland para Miami, Florida e após a chegada, Earhart fez o anúncio público de seus planos de voar ao redor do globo. A alteração do direcionamento do voo foi provocada pelas mudanças meteorológicas e de vento ao longo da rota planejada desde a primeira tentativa. Fred Noonan foi o único membro da tripulação de Earhart no segundo voo. Eles partiram de Miami em 1 de junho e após várias escalas na América do Sul, África, Índia e Sudoeste da Ásia, chegaram em Lae, Nova Guiné em 29 de junho de 1937. Nesse momento a viagem havia completado cerca de 22 000 milhas (35 000 km). Restavam 7 000 milhas (11 000 km) sobrevoando o Pacífico.

### Partida de Lae
Em 2 de julho de 1937 (meia-noite GMT) Earhart e Noonan decolaram de Lae no Electra pesadamente carregado. Seu destino era a Ilha Howland, uma fina faixa de terra de 2 000 m de comprimento e 500 m de largura, 3 m altura e a 4 113 km de distância. A última posição relatada deles foi próximo às Ilhas Nukumanu, cerca de 1 300 km depois da decolagem. O “cutter” Itasca da guarda costeira dos EUA estava na estação de Howland, onde se comunicaria com o Lockheed Electra 10E de Earhart guiando-os até à ilha, uma vez que estivessem próximos.

### Aproximação final da Ilha Howland
Através de uma série de mal-entendidos ou erros (cujos detalhes permanecem controvertidos), a aproximação final à Ilha Howland usando a navegação por rádio não foi bem-sucedida. Fred Noonan havia escrito anteriormente a respeito de problemas que afetavam a confiabilidade necessária para a navegação através do rádio. Algumas fontes notaram uma aparente dificuldade de Earhart em entender o funcionamento da antena Bendix, uma tecnologia moderna naquele tempo. Outra possível causa de confusão foi que o cutter “Itasca” e Earhart planejaram sua comunicação utilizando sistemas de tempo com meia hora de diferença (Earhart usando Greenwich (GCT) e o “Itasca”, um sistema de designação de zona de tempo naval).
Uma filmagem de Lae sugere que uma antena instalada debaixo da fuselagem do Electra, que estava pesado e cheio de combustível, pode ter se desconectado durante o taxiamento ou decolagem da pista de grama de Lae. Na sua biografia de Paul Mantz (que ajudou no plano de voo de Earhart e Noonan), o escritor Don Dwiggins menciona que os pilotos cortaram o longo fio da antena devido ao aborrecimento de ter que colocá-la novamente no avião a cada uso.

### Sinais de rádio
Durante a aproximação de Earhart e Noonan da Ilha Howland, o Itasca recebeu alto e claro, transmissões de Earhart identificando-se como King How Able Queen Queen (KHAQQ), mas ela aparentemente não conseguiu ouvir as transmissões do navio. Às 07h42 Earhart modulou "Nós devemos estar sobre vocês, mas não conseguimos vê-los – o combustível está acabando. Não estamos recebendo suas transmissões por rádio. Estamos voando a 1 000 pés". Sua transmissão às 07h58 dizia que ela não conseguia ouvir o Itasca e solicitava que eles enviassem sinais de voz, para que ela pudesse encontrar um rumo via rádio (essa transmissão foi reportada pelo Itasca como tendo o sinal mais forte possível, o que indicava que Earhart e Noonan estavam em área próxima). O “Itasca” não conseguiu enviar sinal de voz na frequência que ela indicou, então começou a transmitir em código Morse. Earhart recebeu o código, porém não conseguiu determinar sua direção.
Em sua última transmissão às 08h43 Earhart transmitiu "Estamos alinhados em 157 337. Repetiremos essa mensagem. Repetiremos essa mensagem em 6 210 kilociclos. Aguardem". Porém, poucos momentos depois, ela retornou à mesma frequência (3 105 kHz) com uma transmissão que foi percebida como “questionável”: "Estamos indo na linha norte e sul". As transmissões de Earhart parecem indicar que ela e Noonan acreditavam ter alcançado a posição da ilha Howland indicada nos mapas, o que estava incorreto por cerca de cinco milhas náuticas (10 km). O Itasca utilizou as suas caldeiras alimentadas a óleo para gerar fumaça por um tempo, porém aparentemente os pilotos não a viram. Muitas nuvens na área ao redor da ilha Howland podem ter ocasionado um erro de visualização: as sombras refletidas na superfície do oceano podiam ser indistinguíveis do perfil reduzido e muito plano da ilha.
Se algum sinal de rádio pós-perda foi recebido por Earhart e Noonan, ninguém sabe. Se as transmissões foram recebidas pelo Electra, a maioria, se não todas, terão sido fracas e truncadas. As transmissões de Earhart para Howland foram em 3 105 kHz, uma frequência restrita para uso aeronáutico nos EUA pelo FCC. Não se pensava que essa frequência fosse apropriada para transmissões a grandes distâncias. Quando Earhart estava em altitude de “cruzeiro” e a meio caminho entre Lae e Howland (a mais de 1 000 milhas de cada local) nenhuma estação ouviu sua transmissão às 08h15 GCT. Além disso, o transmissor de 50 watt utilizado por Earhart foi acoplado a uma antena tipo V menor que o tamanho ideal.
A última transmissão recebida de Earhart na Ilha Howland indicou que ela e Noonan estavam voando numa linha de posição (calculada de uma “linha de sol” a 157-337 graus) e que  Noonan deve ter calculado e desenhado numa carta passando por Howland. Após a perda de contato com a Ilha Howland, foram efetuadas tentativas de contato com os pilotos através de transmissões de rádio e código Morse. Operadores do Oceano Pacífico e dos Estados Unidos poderão ter recebido sinais do Electra, porém eram incompreensíveis ou fracos.
Algumas dessas transmissões eram apenas ruídos, mas outras foram consideradas autênticas. Direções calculadas pelas estações da Pan American Airways sugerem que os sinais originaram-se em vários locais, incluindo Gardner Island. Foi notado na altura que se esses sinais eram de Noonan e Earhart, eles teriam que estar sobre terra juntamente com o avião, pois de outro modo a água teria provocado curto-circuitos no sistema elétrico do Electra. Sinais esporádicos foram reportados por quatro ou cinco dias após o desaparecimento, mas nenhum com clareza de informações. O capitão do couraçado USS Colorado disse mais tarde que "Não havia dúvidas que várias estações estavam tentando contato com o avião de Earhart através da frequência aeronáutica, alguns através de voz outras por sinais. Tudo isso concorreu para confundir e pôr em dúvida a autenticidade dos relatórios”.

### Operações de busca
Aproximadamente uma hora após a última mensagem registrada de Earhart, o USCG Itasca empreendeu uma busca que se revelaria mal sucedida, ao norte e oeste da Ilha Howland, baseando-se na suposição inicial acerca das transmissões da aeronave. A Marinha  dos Estados Unidos logo se juntou à busca e durante três dias, enviou os recursos disponíveis para a busca nas áreas próximas à Ilha Howland. A busca inicial do Itasca percorreu a linha de posição 157/337 a NNW da Ilha Howland. O  Itasca então procurou numa área imediatamente a NE da ilha, correspondendo a, mas um pouco maior que a área de busca a NW. Baseadas nos rumos de algumas supostas transmissões de Earhart, algumas das operações de busca foram direcionados para uma posição específica 281 graus a NW da Ilha Howland, sem encontrar terra ou o menor traço de evidência dos pilotos. Quatro dias depois da última transmissão verificada de Earhart, em 6 de julho de 1937, o capitão do Colorado recebeu ordens do comando do 14º Distrito Naval americano para utilizar todas as unidades navais e da guarda costeira a fim de coordenar as operações de busca.
Mais tarde, as buscas foram direcionadas para as ilhas Phoenix, ao sul da ilha Howland. Uma semana após o desaparecimento, uma aeronave partindo do Colorado, sobrevoou um grupo de várias ilhas, incluindo ilha Gardner, que estava desabitada há mais de 40 anos. O relatório subsequente informava: "Ali existiam sinais de habitação recente claramente visíveis, mas após repetidos círculos, não obtivemos nenhum tipo de resposta dos possíveis habitantes, e portanto deduzimos que não havia ninguém lá. Na extremidade ocidental da ilha vemos um “tramp steamer”(N.T.: tipo de navio a vapor) (de cerca de 4 000 tons). Sua proa descansa alta e seca na praia de corais, partido em dois locais. A lagoa de Gardner parece suficientemente profunda e certamente larga o suficiente para que um hidroavião ou até mesmo um aerobarco possa aterrissar ou decolar em qualquer direção com um mínimo de dificuldade. Se a oportunidade surgisse, acreditamos que a Srta Earhart poderia aterrissar sua aeronave nessa lagoa e ter nadado e aportado em terra". Também foi verificado que o tamanho e dimensão da Gardner, conforme registrados nos mapas, eram totalmente imprecisos. Outras buscas da Marinha foram direcionadas novamente para o norte, oeste e sudoeste da Ilha Howland, baseando-se na possibilidade do Electra ter amarado no oceano e estar flutuando, ou que os pilotos estivessem na jangada de emergência.
As buscas prosseguiram até 19 de julho de 1937. Cerca de 4 milhões de dólares foram gastos, e a operação da Marinha e da Guarda Costeira foi uma das mais custosas e intensas da história até aquele momento, mas as técnicas de busca e salvamento daquela época eram rudimentares e algumas das buscas se basearam em suposições erradas e informações imprecisas. Os relatórios oficiais sobre os trabalhos de busca foram influenciados por indivíduos preocupados com a forma como os seus papéis nos trabalhos de busca de um herói americano poderiam ser apresentados pela imprensa. Apesar da busca sem precedentes da Marinha dos Estados Unidos e da Guarda Costeira, nenhuma evidência física de Earhart, Noonan ou do Electra 10E foi encontrada. O porta-aviões Lexington da Armada dos Estados Unidos e o couraçado Colorado, o Itasca (e até dois navios japoneses: o navio oceanográfico Koshu e o transporte de hidravião auxiliar Kamoi) procuraram por 67 dias, percorrendo 388 499,81 km².
Imediatamente após a finalização oficial das buscas, G.P. Putnam financiou uma busca particular pelas autoridades locais de ilhas   e águas próximas do Pacífico, concentrando-se nas ilhas Gilbert. Finalmente em julho de 1937 Putnam alugou dois pequenos barcos e apesar de permanecer nos Estados Unidos, direcionou uma busca pelas ilhas Phoenix, ilha Christmas, Tabuaeran, ilhas Gilbert e ilhas Marshall mas nenhum vestígio do Electra ou de seus ocupantes foi encontrado.

## Teorias sobre o desaparecimento
Muitas teorias surgiram após o desaparecimento de Earhart e Noonan.  Duas possibilidades a respeito do destino dos pilotos prevalecem entre os investigadores e historiadores.

### Teoria de acidente e afundamento
Muitos investigadores acreditam que acabou o combustível do Electra e Earhart e Noonan caíram no mar. O navegador e engenheiro aeronáutico Elgen Long e sua esposa Marie K. Long investiram 35 anos em exaustiva pesquisa na teoria de “acidente e afundamento”, a qual é a mais aceita para o desaparecimento. O capitão Laurance F. Safford, da Marinha dos Estados Unidos, que foi responsável, durante o período entre guerras, do “Mid Pacific Strategic Direction Finding Net” e pela decodificação das mensagens japonesas cifradas em PURPLE durante o ataque a Pearl Harbor, iniciou uma longa análise do voo de Earhart durante os anos 1970, incluindo a intrincada documentação da transmissão de rádio e chegou a conclusão "planejamento ruim, execução pior". O contra-almirante Richard R. Black, Marinha dos EUA que estava administrativamente encarregado da ilha Howland e estava presente na sala de rádio do Itasca afirmou, em 1982, que “o Electra entrou no mar por volta de 10h00, em 2 de julho de 1937 não muito longe de Howland". O historiador de aviação britânico Roy Nesbit analisou as evidências de relatos contemporâneos e a correspondência de Putnam, e concluiu que o Electra de Earhart não fora completamente cheio de combustível em Lae. William L. Polhemous, o navegador do voo de Ann Pellegreno em 1967 que seguiu o plano de voo original de Earhart e Noonan, estudou as tabelas de navegação de 2 de julho de 1937 e achou que Noonan pode ter errado nos cálculos da “linha de aproximação” prevista para “alcançar” Howland.
David Jourdain, antigo capitão de submarino da Marinha e engenheiro oceânico especializado em salvados em mar profundo, proclamou que qualquer transmissão atribuída à ilha Gardner era falsa. Através de sua companhia “Nauticos”, ele procurou exaustivamente num quadrante de 1 200 milhas quadradas ao norte e oeste da Ilha Howland durante duas expedições com sonar em alto mar de 4,5 milhões de dólares (2002, 2006) e não encontrou nada. Os lugares procurados foram baseados na linha de posição (157-337) transmitida por Earhart em 2 de julho de 1937. No entanto, as interpretações de Elgen Long levaram Jourdan a concluir que "a análise de todos os dados de que dispomos - a análise de combustível, transmissões rádio e outros - dizem-me que ela caiu ao mar ao largo de Howland". O enteado de Earhart, George Palmer Putnam Jr. acreditava que “o avião simplesmente caiu por falta de combustível”. Thomas Crouch, curador sênior do “National Air and Space Museum” disse que o Electra de Earhart/Noonan está a "5 486,40 m de profundidade" e pode mesmo produzir uma gama de artefatos que podem rivalizar com os achados do Titanic, e acrescenta: "O mistério faz com que nos mantenhamos interessados. Em parte, lembramo-nos dela porque ela é a nossa pessoa desaparecida favorita".

### Hipótese da ilha Gardner
Imediatamente após o desaparecimento de Earhart e Noonan, a Marinha dos Estados Unidos, Paul Mantz e a mãe de Earhart (que convenceu G.P. Putnam a empreender uma busca no grupo Grupo Gardner) acreditavam que o voo terminou nas ilhas Phoenix (atualmente parte de Kiribati), cerca de 350 milhas ao sudeste da ilha Howland.
A hipótese da ilha Gardner tem sido caraterizada como a “mais confirmada” explicação sobre o desaparecimento de Earhart. O International Group for Historic Aircraft Recovery (TIGHAR) sugeriu que Earhart e Noonan podem ter voado sem efetuarem outras transmissões de rádio por duas horas e meia ao longo da linha de posição registrada por Earhart em sua última transmissão recebida em Howland, chegando à então desabitada ilha Gardner (atualmente Nikumaroro) no grupo Phoenix, aterrissando numa extensa planície próximo a um grande cargueiro naufragado e finalmente perecido.
A pesquisa do TIGHAR produziu uma vasta documentação arqueológica e evidências que sustentam essa hipótese. Por exemplo, em 1940, Gerald Gallagher, um oficial de carreira britânico (também piloto licenciado) transmitiu por rádio a seus superiores informando que havia encontrado um “esqueleto possivelmente de uma mulher”, com uma antiga caixa de um sextante, debaixo de uma árvore na parte sudeste da ilha. Ele recebeu ordens para enviar os restos para Fiji onde em 1941, as autoridades coloniais britânicas tiraram medidas detalhadas dos ossos e concluíram que eram de um homem encorpado. No entanto, em 1998 uma análise destas medidas feita por antropólogos forenses, indicou que o esqueleto pertencia a uma “mulher branca, alta e de descendência norte-europeia”. Os ossos desapareceram em Fiji há muito tempo.
Artefatos encontrados pelo TIGHAR em Nikumaroro incluíam ferramentas improvisadas, um painel de alumínio (possivelmente do Electra), um pedaço de vidro acrílico que tinha exatamente o tamanho e curvatura da janela de um Electra e um tacão tamanho 9 datando de 1930 que se assemelha aos dos sapatos usados por Earhart nas fotos dos voos mundiais. As evidências permanecem circunstanciais mas o enteado de Earhart, George Putnam Jr., entusiasmou-se com a pesquisa do TIGHAR.
Uma expedição de 15 membros do TIGHAR visitou Nikumaroro de 21 de julho a 2 de agosto de 2007, procurando por artefatos e DNA com inequivocamente identificáveis. O grupo incluía engenheiros, ambientalistas, arqueólogos, um construtor de embarcações, um médico e um cinegrafista. Eles reportaram o encontro de novos artefatos ainda de origem incerta no atol desgastado pelo tempo, incluindo rolamentos de bronze que podem ter pertencido à aeronave e um zíper que pode ter caído da roupa de voo dela.

### Mitos, lendas urbanas e teses sem embasamento
Devido à fama de Amelia Earhart, as circunstâncias não esclarecidas de seu desaparecimento geraram diversas especulações sobre seu último voo, hipóteses que foram todas descartadas pela ausência de evidências. Várias teorias conspiratórias são bastante conhecidas na cultura popular.

#### Espiões da FDR
Um filme da era da II Guerra Mundial chamado Flight for Freedom (1943), estrelado por Rosalind Russell e Fred MacMurray, promoveu o mito de que Earhart estava espiando os japoneses no Pacífico a pedido da administração de Franklin Roosevelt. Em 1949, a United Press e a U.S. Army Intelligence concluíram que esses rumores não tinham fundamento. Jackie Cochran (ela mesma uma pioneira da aviação e uma das amigas de Earhart) fez uma pesquisa depois da guerra em numerosos arquivos no Japão e ficou convencida que os japoneses não estiveram envolvidos no desaparecimento de Earhart.

#### Saipan
Em 1966, o correspondente da CBS Fred Goerner publicou um livro onde faz a acusação que Earhart e Noonan foram capturados e executados quando sua aeronave caiu na ilha Saipan, que faz parte do arquipélago das ilhas Marianas, enquanto estava sob domínio dos japoneses.
Thomas E. Devine (que serviu na unidade de correios do Exército) escreveu Eyewitness: The Amelia Earhart Incident que incluiu uma carta da filha de um oficial da polícia japonesa que afirmava que seu pai fora responsável pela execução de Earhart.
O fuzileiro naval dos EUA, Robert Wallack, afirma que junto com outros soldados, abriu um cofre em Saipan onde encontraram a pasta de Earhart. O fuzileiro naval dos EUA, Earskin J. Nabers, disse que enquanto servia como operador de rádio em Saipan, em 1944, havia decodificado uma mensagem de oficiais da Marinha que diziam que o avião de Earhart fora encontrado no campo de voo de Aslito, que mais tarde ele foi ordenado a guardar o avião e testemunhou sua destruição. Em 1990 a série de TV da NBC-TV, “Unsolved Mysteries” televisionou uma entrevista com uma mulher saipanesa que dizia ter testemunhado a execução de Earhart e Noonan por soldados japoneses. Nenhuma confirmação ou prova dessas “teses” surgiram. Supostas fotografias de Earhart em cativeiro foram identificadas como ou sendo fraudulentas ou anteriores ao seu derradeiro voo.
Desde o fim da II Guerra Mundial, houve rumores sobre um local em Tinian, que fica a 8 km a sudoeste de Saipan, que supostamente seria a sepultura de dois pilotos. Em 2004 uma escavação arqueológica não encontrou nenhum osso.

#### Boato “Tokyo Rose”
Um boato disse que Earhart fazia publicidade em emissoras de rádio sendo uma das muitas mulheres compelidas a trabalhar como Tokyo Rose; esses rumores foram investigados pessoalmente por George Putnam. De acordo com várias biografias de Earhart, Putnam investigou pessoalmente esse boato após escutar várias gravações de Tokyo Roses e ele não reconheceu a voz de Amelia em nenhuma delas.

#### Rabaul
David Billings, um engenheiro aeronáutico australiano, afirmou que um mapa que continha anotações consistentes com o número do motor do avião de Earhart e o número da construção da sua fuselagem. É originário de uma patrulha australiana da II Guerra Mundial, baseada na Nova Bretanha na costa da Nova Guiné e indica um acidente a 64 km para sudoeste de Rabaul. Billings especulou que Earhart desviou-se da rota para Howland e tentou alcançar Rabaul para conseguir combustível. Buscas efetuadas no solo foram infrutíferas.

#### Troca de identidade
Em novembro de 2006, o National Geographic Channel exibiu dois episódios da série Undiscovered History sobre o rumor que Earhart sobreviveu ao voo mundial e se mudou para Nova Jérsey, com novo nome, casou e passou a se chamar Irene Craigmile Bolam. Esse boato foi originalmente levantado no livro Amelia Earhart Lives (1970) por Joe Klaas. Irene Bolam foi uma banqueira de Nova Iorque durante os anos 1940, negando ser Earhart, entrou com um processo pedindo 1,5 milhões de dólares por prejuízos e apresentou uma extensa declaração sob juramento refutando os boatos. O editor do livro, McGraw-Hill, retirou o livro do mercado rapidamente, e os registos do tribunal mostram que foi feito um acordo extra-judicial com Bolam. Logo após, a vida pessoal de Bolam foi completamente documentada por pesquisadores, eliminando qualquer possibilidade dela ser Earhart. Kevin Richland, um perito criminal forense profissional, contratado pela National Geographic, estudou fotos de ambas as mulheres e citou várias diferenças de medidas faciais entre Earhart e Bolam.

#### Capturada pelas forças militares japonesas
Segundo o Canal História, uma nova fotografia, encontrada nos arquivos do Governo dos EUA em 2017, sugere que Earhart terá sido capturada pelas forças militares japonesas, na altura em guerra com os EUA, depois ter aterrado no mar, morrendo nas Ilhas Marshall como prisioneira de guerra.

## Legado
Amelia Earhart foi uma celebridade internacionalmente conhecida durante sua vida. Sua timidez carismática, independência, persistência, frieza sob pressão, coragem e objetivos profissionais definidos somando-se as circunstâncias de seu desaparecimento ainda jovem, fizeram sua fama na cultura popular. Centenas de artigos e livros foram escritos sobre sua vida e frequentemente é citada como estímulo motivacional, especialmente para mulheres. Earhart normalmente é lembrada como um ícone.

### Recordes e realizações
- Recorde mundial de altitude feminino: 14 000 pés (1922)
- Primeira mulher a voar sobre o Atlântico (1928)
- Recorde de velocidade de 100 km (e com 226,80 kg de carga) (1931)
- Primeira mulher a voar num autogiro (1931)
- Recorde de altitude em autogiros: 15 000 pés (4,5 km) (1931)
- Primeira pessoa a cruzar os EUA num autogiro (1932)
- Primeira mulher a voar solo sobre o Atlântico (1932)
- Primeira pessoa a voar solo sobre o Atlântico duas vezes (1932)
- Primeira mulher a receber a “Distinguished Flying Cross” (1932)
- Primeira mulher a efetuar um voo sem escalas, costa a costa através dos EUA. (1933)
- Recorde transcontinental de velocidade feminino. (1933)
- Primeira pessoa a voar solo através do Pacífico, entre Honolulu, Havaí e Oakland, Califórnia (1935)
- Primeira pessoa a voar solo de Los Angeles, Califórnia a Cidade do México, México (1935)
- Primeira pessoa a voar solo, sem escalas da Cidade do México, México a Newark, Nova Jérsei (1935)
- Recorde de velocidade de voo leste a oeste de Oakland, California a Honolulu, Hawaii (1937)[144]

### Livros de Earhart
Amelia Earhart teve sucesso e peso como escritora e serviu como editora aeronáutica na revista Cosmopolitan de 1928 a 1930. Escreveu artigos, colunas de jornais, ensaios e publicou dois livros baseados em suas experiências de vida como piloto:
- 20 h., 40 Min. (1928) noticiário sobre sua experiência como primeira passageira num voo transatlântico;
- The Fun of It (1932) memórias sobre suas experiências de voo e ensaio sobre a mulher na aviação;
- Last Flight (1937) notícias periódicas que ela enviava para os Estados Unidos durante sua tentativa de voo ao redor do mundo, publicadas semanas antes até sua última decolagem de Nova Guiné. Organizadas pelo seu marido GP Putnam após seu desaparecimento no Pacífico, muitos historiadores consideram esse livro como tendo somente parte do trabalho original de Earhart.

### Voos memoriais
Dois voos memoriais notáveis feitos por pilotos femininos que seguiram toda a rota de circunavegação original de Earhart.
- Em 1967, Ann Dearing Holtgren Pellegreno e uma tripulação de três, tiveram sucesso ao voar numa aeronave igual (um Lockheed 10A Electra) e completar um voo mundial baseado no plano original de voo de Earhart. No 30º aniversário de seu desaparecimento, Pellegreno deixou cair uma grinalda de flores em honra a Earhart sobre a Ilha Howland e retornou a Oakland, completando 28 000 milhas em voo comemorativo em 7 de julho de 1967.
- Em 1997, no 60º aniversário do voo mundial de Amelia Earhart, uma empresária de San Antonio, Linda Finch refez o trajeto do último voo de Earhart no mesmo modelo de aeronave, um Lockheed Electra 10E restaurado de 1935. Finch aterrissou em 18 países antes de terminar seu voo dois meses e meio depois, quando retornou ao aeroporto de Oakland em 28 de maio de 1997.

Em 2001, outro voo comemorativo refez a rota tomada por Amelia Earhart em seu voo transcontinental de agosto de 1928. Dr. Carlene Mendieta voou num Avro Avian, do mesmo tipo usado em 1928.

### Outras honrarias
- O Amelia Earhart Centre And Wildlife Sanctuary foi estabelecido no local de sua aterrissagem em 1932 na Irlanda do Norte, Ballyarnet Country Park, Derry.
- A Arvore Earhart foi plantada por Amélia Earhart em Banyan Drive em Hilo, Havaí em 1935.
- O Zonta International Amelia Earhart Fellowship Awards foi criado em 1938.
- O Amelia Earhart Memorial Scholarships (criado em 1939 pelas “The Ninety-Nines”), dá bolsas de estudo para mulheres para pilotagem, em universidades e cursos técnicos.
- Em 1942, foi lançado um navio americano nomeado SS Amelia Earhart (foi desmontado em 1948).
- Amelia Earhart Field (1947), anteriormente conhecido como Masters Field e o aeroporto municipal de Miami, após seu fechamento em 1959, o Amelia Earhart Regional Park foi criado em uma área de terras desocupadas do governo federal localizada ao norte e oeste do aeroporto municipal de Miami e ao sul de Opalocka Airport.
- O Purdue University Amelia Earhart Scholarship se baseia no mérito e na condução de universitários e é aberto a calouros e veteranos inscritos em qualquer escola no campus de West Lafayette. Após ter acabado nos anos 1970, um doador reativou o prêmio em 1999.
- Selo Comemorativo Amelia Earhart  (8¢ postagem aérea) foi emitido em 1963 pelo Correio Geral dos Estados Unidos.
- O Prêmio Amelia Earhart de Patrulhamento Aéreo Civil (desde 1964) é dado aos cadetes que completaram as 11 primeiras realizações do programa de cadetes junto com o recebimento do General Billy Mitchell Award.
- Membro do National Women's Hall of Fame (1973).
- O Local de nascimento de Amelia Earhart , Atchison, Kansas (um museu e sítio histórico nacional, pertencente e mantido pelas “The Ninety-Nines”).
- Aeroporto Amelia Earhart, localizado em Atchison, Kansas.
- Ponte Amelia Earhart, localizada em Atchison, Kansas.
- Escolas batizadas com o nome de Amelia Earhart são encontradas através dos Estados Unidos, incluindo: Amelia Earhart Elementary School, em Alameda, California, Amelia Earhart Elementary School, em Hialeah, Florida e Amelia Earhart International Baccalaureate World School, em Indio, California.
- Amelia Earhart Hotel, localizado em Wiesbaden, Alemanha, originalmente usado como hotel para mulheres, depois como alojamento militar temporário e agora opera como escritório da “United States Army Contracting Agency”.
- Estrada Amelia Earhart, localizada em Oklahoma, (quartel general das “The Ninety-Nines”), Oklahoma.
- UCI Irvine Amelia Earhart Award (since 1990).
- Amelia Earhart Intermediate School, localizada na base aérea de Kadena, Okinawa, Japão.
- Membro do Hall da Fama de Esportes a motor da América (1992).
- Earhart Foundation, localizado em Ann Arbor, MI. Criado em 1995, a fundação arrecada fundos de pesquisa e bolsas de estudo através de uma rede de 50 "professores de Earhart" através dos Estados Unidos.
- Amelia Earhart Festival (evento anual desde 1996), localizado em Atchison, Kansas.
- Amelia Earhart Pioneering Achievement Award, Atchison, Kansas: Desde 1996, a fundação Cloud L. Cray provê uma bolsa de estudos de $10,000 a mulheres em instituições educacionais através de escolhas honorárias.
- Amelia Earhart Earthwork em Warnock Lake Park, Atchison, Kansas. Stan Herd criou o mural da paisagem de uma das plantações e a pedra permanente para celebrar o 100º aniversário do nascimento de Earhart. Localizado em 39° 32′ 15″ N, 95° 08′ 43″ O e sendo melhor visto pelo ar.
- Corona Earhart, uma Corona em Vênus foi batizada com seu nome pela International Astronomical Union.
- Greater Miami Aviation Association Amelia Earhart Award para feitos excepcionais (2006); primeiro ganhador: piloto notável Patricia "Patty" Wagstaff.
- Em 6 de dezembro de 2006, o governador da California Arnold Schwarzenegger e a Primeira Dama Maria Shriver incluíram Amelia Earhart no "California Hall of Fame" localizado no "The California Museum for History, Women and the Arts".
- USNS Amelia Earhart (T-AKE-6) foi batizado em sua honra em maio de 2007.

## Cultura popular
A vida de Amelia Earhart estimulou a imaginação de muitos escritores e outros:
- O filme de Rosalind Russel de 1943 Flight for Freedom baseado na novela, Stand by to Die, que foi livremente baseada na vida de Earhart, com grande dose de propaganda de Hollywood sobre a Segunda Guerra Mundial.[116]
- Na série de TV da Disney Channel, Liv & Maddie, em um episódio de Halloween da 3ª temporada, a personagem Maddie se fantasia de Amelia Earhart. Quando Willow sugere que Maddie se fantasiou de Amelia porque ela "era exemplar e inspiradora", Maddie responde dizendo "Não, porque o corpo dela nunca foi encontrado e isso assusta!" e dá uma risada maléfica.
- Em 1962 uma peça escrita por Arthur Kopit, "Chamber Music," ambientada num sanatório, um dos personagens acredita ser Amelia Earhart. Ironicamente, no contexto da peça, é sugerido que ela pode ser Amelia Earhart, baseada no espaço de tempo.
- Na novela de David Lippincott dos anos 1970, E Pluribus Bang!, o protagonista, um velho ex-presidente dos Estados Unidos, desaparece e é levado para uma ilha do Pacífico onde ele se encontra com uma idosa Earhart que lhe disse que até sua morte, o juiz Joseph Crater viveu na ilha.
- Possivelmente o primeiro álbum dedicado em tributo a lenda de Amelia Earhart feito por Plainsong, "In Search of Amelia Earhart", Elektra K42120, feito em 1972. Tanto o álbum quanto o artigo da Press Pak do Elektra são valorizados por colecionadores e alcançaram um ‘’status cult’’.[146]
- A cantora Joni Mitchell escreveu uma canção chamada "Amelia" em seu álbum de 1976, Hejira, baseado no legado de Amelia Earhart.
- Uma produção biográfica de TV de 1976 intitulada Amelia Earhart estrelando Susan Clark e John Forsythe incluído o voo do piloto de Holywood Frank Tallman cujo último parceiro na Tallmantz Aviation, Paul Mantz, tutoriou Earhart nos anos 1930.
- O livro de Clive Cussler, Sahara (1992) se refere a Earhart em uma história fictícia sobre outra piloto que também desaparece.
- A campanha publicitária de calças cáqui GAP (1993) caracterizou Amelia Earhart como parte da série de ícones americanos conectados com a modernidade e "pioneirismo".[147]
- Amelia Earhart: The Final Flight (1994) estrelando Diane Keaton, Rutger Hauer e Bruce Dern foi inicialmente exibido como um filme de TV e depois serviu como base para outras peças teatrais.
- No 17º episódio da série Star Trek: Voyager, "The 37's" (1995), sendo este o primeiro episódio da segunda temporada, a nave estelar USS Voyager (NCC-74656) segue um antigo sinal de SOS para um planeta da Classe L. Devido a sua atmosfera de oxigênio-argônio, cuja interferência afetava os sistemas de varredura da nave, esta fez um pouso para uma investigação. Na superfície, a capitã Kathryn Janeway (Kate Mulgrew) lidera um grupo de desembarque para descobrir a fonte da transmissão e encontram um avião modelo Lockheed L-10E Electra com um gerador alienígena adicionado para sustentar o SOS e atrair outras naves para uma armadilha. Juntando-se à equipe do Comandante Chakotay (Robert Beltran), o grupo encontra uma câmara de criostase contendo oito humanos preservados desde a década de 1930, entre eles Amelia Earhart (interpretada pela atriz Sharon Lawrence) e seu navegador Fred Noonan (interpretado pelo ator David Graf). O episódio mostra que Earhart e Noonan foram abduzidos por uma raça alienígena chamada Briori em 1937 e colocados em “hibernação”. Como em outras ficções sobre Earhart, um romance entre ela e Noonan está implícito. Uma das bases estelares principais da frota estelar no século 24 foi nomeada posteriormente de Earhart.
- I Was Amelia Earhart (1996) é uma falsa biografia de Jane Mendelsohn na qual "Earhart" conta a história do que aconteceu a ela em 1937, “apimentada” com várias doses de romance com seu navegador.
- Flying Blind (1999) de Max Allan Collins é uma novela policial no qual o intrépido Nathan Heller é contratado como guarda-costas de Amelia Earhart. Ao longo da história eles se tornam amantes (seu casamento com Putnam foi descrito como sendo uma união pró-forma), e mais tarde Heller a ajuda a escapar dos japoneses que a perseguiram em seu fatídico voo.
- O desaparecimento de Earhart é um dos muitos mistérios mencionados na canção "Someday We'll Know" (1999) dos New Radicals, mais tarde compostas por Mandy Moore e Jonathan Foreman para o filme A Walk to Remember. A letra diz: "Whatever happened to Amelia Earhart? Who holds the stars up in the sky?".
- O segundo álbum do cantor/compositor Deb Talan, "Something Burning" (2000), inicia com uma canção chamada "Thinking Amelia".  A canção sugere que Earhart teve “um dia infeliz”.
- Referências a Earhart foram incluídas entre os ícones da campanha publicitária “Think Different”(2002) da Apple Computer.
- É citada no seriado Friends, em 2003, no episódio Aquele da Loteria. Ross Geller, personagem de David Schwimmer, a cita duas vezes, mostrando permanecer intrigado com seu desaparecimento.
- Na novela de 2003 de Christopher Moore, Fluke, Earhart sobrevive ao desastre e aparece com mãe de um dos personagens.
- Na série de livros de Rick Riordan, Percy Jackson e os Olimpianos, é dito que Amelia Earhart seria filha de algum deus do Olimpo, sendo assim, uma heroína meio-sangue.
- Ainda no livro Os Heróis do Olimpo: O Herói Perdido, de Rick Riordan, o senhor dos ventos Éolo afirma que "chutou Amelia Earhart do céu",[148] sendo esta a explicação do autor para o desaparecimento de Earhart.
- A canção "Aviator" de Nemo, que aparece em seu LP de estreia de 2004 Signs of Life, foi composta sobre o último voo de Amelia Earhart.
- A canção "I Miss My Sky," escrita por Heather Nova para seu álbum de 2005 “Redbird, é dedicado à Earhart, sugerindo que ela sobreviveu na ilha após seu desaparecimento.
- O tocador de banjo Curtis Eller do Curtis Eller's American Circus também escreveu uma canção sobre o desaparecimento de Earhart, "Amelia Earhart" na sua coletânea de 2005 "Taking Up Serpents Again". Uma das letras diz, "disappeared in a cloudbank and the static never cleared".[149]
- O artista canadense de Hip Hop Buck 65 liga Amelia Earhart a outras mulheres-ícones como Neko Case e Frida Kahlo na canção "Blood of a Young Wolf" (2006) do álbum Secret House Against The World.
- O cantor/compositor inglês Tom McRae em seu quarto álbum King of Cards (2007) compôs uma canção chamada "The Ballad of Amelia Earhart".
- O cantor/compositor de Pop/rock, Jon Mclaughlin, escreveu uma canção intitulada "Amelia's Missing" (2007); a letra diz: "and Amelia's missing somewhere out at sea".
- O grupo irlandês The Corrs compôs a música "No Frontiers", que diz: "And if life is a wild wind that blows way on high, And your heart is Amelia dying to fly".
- O grupo de rock canadense Bachman-Turner Overdrive gravou uma canção com seu nome, presente no álbum Rock n' Roll Nights (última faixa deste disco), lançado em 1979.
- No filme À noite no museu 2, uma das personagens principais é Amelia Earhart, interpretada por Amy Adams.
- Em 23 de outubro de 2009 é lançado o filme "Amelia" com Hilary Swank no papel de Amelia Earhart, baseado na biografia escrita por Susan Butler, Mary Lovell e Elgen Long. A direção é da indiana Mira Nair;
- Na sequência de abertura da segunda temporada da série de ficção Sanctuary, estrelada por Amanda Tapping, se pode ver uma foto de Amélia com a doutora Helen Magnus.
- Amelia foi incluída entre os personagens históricos que participam da série em quadrinhos Time Lincoln, lançada pela editora Antarctic Press entre 2010 e 2011.

## Leituras complementares
- Barker, Ralph. Great Mysteries of the Air. London: Pan Books, 1966. ISBN 0-330-02096-X.
- Cady, Barbara. They Changed the World: 200 Icons Who Have Made a Difference. New York: Black Dog & Leventhal Publishers, 2003. ISBN 1-57912-328-7.
- Chapman, Sally Putnam, with Mansfield, Stephanie. Whistled Like a Bird: The Untold Story of Dorothy Putnam, George Putnam, and Amelia Earhart. New York: Warner Books, 1997. ISBN 0-446-52055-1.
- Haynsworth, Leslie and Toomey, David. Amelia Earhart's Daughters: The Wild and Glorious Story of American Women Aviators from World War II to the Dawn of the Space Age.  New York: Harper Collins Publishers Inc., 1998. ISBN 0-380-72984-9.
- Landsberg. Alan. In Search of Missing Persons. New York: Bantam Books, 1978. ISBN 0-553-11459-X.
- Moolman, Valerie. Women Aloft (The Epic of Flight séries). Alexandria, Virginia: Time-Life Books, 1981. ISBN 0-8094-3287-0.
- Turner, Mary. The Women's Century: A Celebration of Changing Roles 1900-2000. Kew, Richmond, Surrey, UK: The National Archives, 2003. ISBN 1-903365-51-1.